# 신성학교
신성학교(信聖學校)는 평안북도 선천군 선천읍에 설립한 기독교 중등 사립학교였다. 1897년 선천읍교회의 양전백, 노효준, 그리고 나병규 등이 중심이 되어서 설립되었는데 휘트모어, 베어드 등이 선천에 상주하면서 교회가 성장하였다. 1905년 7월 양전백과 김석창을 중심으로 선천중학회라는 설립기성회를 조직하여 시작되었고 1906년 9월 초대 교장으로 선교사 휘트모어(Norman C. Whittemore, 위대모)가 추대되었다. 선천읍의 교회당에서 26명의 학생들로 시작하였다. 1942년 9월 선천중학교로 개명하였다. 이 학교출신으로는 일제 강점기의 유명한 인물들이 많이 배출되었는데 백낙준, 박형룡, 박윤선, 김창인, 고병간, 계훈제 등이 있다. 1911년 105인사건 때 이 학교가 발상지였다.

## 참고 문헌
- 창립100주년 신성학교사 (김영혁 편저, 신성학교 동창회, 2006)
- 신성학교사 (신성학교 동창회, 1980)
- 「미북장로회선교부 관할 미션스쿨에 대한 한국인의 경영 참여」(박혜진,『한국기독교와역사』,한국기독교역사연구회, 2013)
- 「선천지역 미션스쿨의 지정학교 승격과 학교 인계 과정 연구」(박혜진,『역사학연구』,호남사학회,2010)

## 같이 보기
- 신성학교 축구단